# 名古屋水道労働組合
名古屋水道労働組合（なごやすいどうろうどうくみあい、略称：名水労（めいすいろう））は、愛知県名古屋市中区三の丸三丁目1番1号の名古屋市役所本庁舎5階に本部を置く、名古屋市上下水道局の労働者によって組織される労働組合である。

## 概要
名古屋市職員労働組合連合会・日本自治体労働組合総連合に加盟している。1946年（昭和21年）2月5日に結成された。1980年代後半の労働戦線再編までは、全日本自治団体労働組合（自治労）に加盟していた。

## 関係人物
- 西尾武喜 - 名古屋市水道局出身の元市長。初代青年婦人部長。
- 百合草邦友 - 元委員長。
- 安原勝彦 - 元委員長。
- 富田勝三 - 水道局出身の元名古屋市会議員。元中央執行委員。社会民主党所属。
- 黒田二郎 - 水道局出身の元名古屋市会議員。元中央執行委員。日本共産党所属。